# Trendyol
Trendyol ist ein in der Türkei angesiedelter, in vielen Ländern aktiver Online-Händler. Der Name enthält das türkische Wort „yol“ (deutsch Weg). Das Unternehmen wurde 2010 von Demet Mutlu gegründet. Mehrheitseigentümer ist die Alibaba Group.

## Geschäftsmodell
In Deutschland betreibt Trendyol seit 2018 eine eigene Online-Modeplattform, bietet aber auch Produkte über die Zalando-Handelsplattform an.

## Geschichte
Das Unternehmen wurde im Jahre 2010 von Demet Suzan Mutlu gemeinsam mit Investoren als türkische Online-Handelsplattform für Mode gegründet. Für die Gründung gab Mutlu in dieser Zeit ihr Studium der Wirtschaftswissenschaften im MBA-Programm der Harvard University auf. Die Handelsplattform wurde in der Türkei schnell auch für andere Produkte genutzt. Im Jahr 2020 boten 98.000 Unternehmen und 1,1 Mio. Einzelpersonen Waren an, die von 19,3 Mio. Kunden gekauft wurden.
Im August 2018 stieg die Alibaba Group in das Unternehmen ein. Um diese Zeit begann die Ausweitung der Geschäftsaktivitäten in andere Länder. Im August 2021 erreichte das Unternehmen eine Bewertung von mehr als 10 Mrd. USD (und wird daher in der Start-Up-Geschäftswelt als ein Decacorn bezeichnet). Es war damit das erfolgreichste türkische Start-Up-Unternehmen überhaupt und das zweitwertvollste in Europa. Hauptinvestoren sind neben der Alibaba Group die US-amerikanischen Investmentfirmen General Atlantic und Princeville Capital, der Vision Fund 2 der japanischen SoftBank, sowie die beiden arabischen Investmentfirmen ADQ (Vereinigte Arabische Emirate) und Qatar Investment Authority.

## Unternehmensstruktur
- Trendyol Express – Zustellservice in der Türkei
- Trendyol Go – Lieferdienst für Lebensmittel in der Türkei
- Trendyol Pay – Zahlungsdienstleister
- Trendyol Tech – R&D-Abteilung von Trendyol. Hauptsächlich aktiv in der Software-Entwicklung,[10] u. a. in den Bereichen Spracherkennung, Big Data, Echtzeit-Datenanalyse, Maschinenlernen, Visualisierung. Wurde 2019 vom türkischen Ministerium für Industrie und Technologie offiziell als R&D-Zentrum anerkannt,[11] was die Möglichkeit der Teilnahme an staatlichen Förderprogrammen ermöglicht.
- Dolap – Online-Plattform für Second-Hand-Mode in der Türkei, gegründet 2016.[12]

## Konkurrenzunternehmen
Ende des Jahres 2021 listete Owler.com eine Reihe von Konkurrenten von Trendyol im sich rasant entwickelnden E-Commerce-Markt der Türkei auf. Fünf in der Türkei selbst gegründete größere Unternehmen sind hierbei
- hepsiburada (D-Market Electronic Services & Trading) – im Jahr 2000 von der türkischen Geschäftsfrau Hanzade Doğan Boyner gegründete Handelsplattform. Zu ihr gehören der Last-Mile-Lieferdienst Hepsijet, der Zahlungsdienstleister Hepsipay und der Lieferdienst Hepsieexpress. Ein Hauptinvestor ist das US-amerikanische Finanzhaus Franklin Resources Inc. (Franklin Templeton Investments). Hepsiburada ist an der Nasdaq gelistet und wurde im Juli 2021 mit fast vier Mrd. USD bewertet.[13] Die Mitarbeiterzahl lag Ende 2021 bei 2600.[1]
- modanisa – Ist ein von Kerim Ture gegründeter, auch in Deutschland tätiger Online-Modehändler.[14] Er spricht insbesondere muslimische Frauen an; so wird prominent der muslimischen Kleiderordnung entsprechende Mode angeboten. Ende 2021 betrug die Mitarbeiterzahl 700.[1]
- morphio – Ist eine kleinere Handelsplattform[15] mit 61 Mitarbeitern.[1]
- markafoni – Ist eine vom türkischen E-Commerce-Unternehmer Sina Afra[16][17] gegründete Online-Handelsplattform für Mode.[18] Sie wurde 2011 von der südafrikanischen Mediengruppe Naspers für 200 Mio. USD übernommen.[19] Ende 2021 betrug die Mitarbeiterzahl 122.[1]
- Tozlu – Ist ein von Hüseyin Tozlu[20][21] in Samsun gegründeter, international tätiger Online-Modehändler, der in der Türkei auch Ladengeschäfte betreibt.[22] Er spricht wie modanisa insbesondere auch muslimische Frauen an. Ende 2021 betrug die Mitarbeiterzahl 91.[1]